# Santahamina
Santahamina (en sueco: Sandhamn) es una isla y un distrito del este de la ciudad de Helsinki, en el país europeo de Finlandia. Posee 4,28 kilómetros cuadrados de superficie y 409 habitantes para el año 2008. En la actualidad se trata de sitio que alberga la base militar del Regimiento de la Guardia Jaeger, por lo que el acceso al lugar está restringido. La Universidad de Defensa Nacional de Finlandia (Maanpuolustuskorkeakoulu) también se encuentra en la isla.
La memoria histórica de Santahamina es principalmente una historia militar. De los siglos pasados se recuerdan las muchas campañas militares de Suecia, Rusia, Alemania, Inglaterra y Francia que han pasado por la isla para defender sus intereses.